# Open Angers Arena Loire 2024 - Doppio
Il doppio femminile del torneo di tennis professionistico Open Angers Arena Loire 2024, facente parte della categoria WTA 125 nell'ambito del WTA 125 2024, si gioca dal 2 all'8 dicembre 2024 ad Angers, in Francia.
Cristina Bucșa e Monica Niculescu erano le campionesse in carica, ma Bucșa ha deciso di non prendere parte a questa edizione del torneo. Niculescu ha fatto coppia con Elena-Gabriela Ruse e si è riconfermata campionessa sconfiggendo in finale Belinda Bencic e Céline Naef con il punteggio di 6-3, 6-4.

## Teste di serie
1. Monica Niculescu /  Elena-Gabriela Ruse (Campionesse)

1. Emily Appleton /  Maia Lumsden (quarti di finale)

## Wildcard
1. Elsa Jacquemot /  Séléna Janicijevic (quarti di finale)

## Tabellone

### Legenda
| - Q = Qualificato - WC = Wild card - LL = Lucky loser | - ALT = Alternate - SE = Special Exempt - PR = Protected Ranking | - w/o = Walkover - r = Ritirato - d = Squalificato |

|  | Quarti di finale | Quarti di finale                  | Quarti di finale                  | Quarti di finale | Quarti di finale |  |  | Semifinali | Semifinali              | Semifinali              | Semifinali                 | Semifinali                 |   |   | Finale | Finale                               | Finale                               | Finale | Finale |  |
|  |                  |                                   |                                   |                  |                  |  |  |            |                         |                         |                            |                            |   |   |        |                                      |                                      |        |        |  |
|  | 1                | M Niculescu E-G Ruse              | M Niculescu E-G Ruse              | 7                | 6                |  |  |            |                         |                         |                            |                            |   |   |        |                                      |                                      |        |        |  |
|  |                  | O Kalašnikova L Salden            | O Kalašnikova L Salden            | 5                | 4                |  |  | 1          | M Niculescu E-G Ruse    | M Niculescu E-G Ruse    | 6                          | 6                          |   |   |        |                                      |                                      |        |        |  |
|  |                  | Q Gleason K Zimmermann            | Q Gleason K Zimmermann            | 6                | 6                |  |  |            | Q Gleason K Zimmermann  | Q Gleason K Zimmermann  | 4                          | 2                          |   |   |        |                                      |                                      |        |        |  |
|  | WC               | E Jacquemot S Janicijevic         | E Jacquemot S Janicijevic         | 3                | 4                |  |  |            |                         |                         |                            |                            |   |   | 1      | Monica Niculescu Elena-Gabriela Ruse | Monica Niculescu Elena-Gabriela Ruse | 6      | 6      |  |
|  |                  | S Murray Sharan E Silva           | S Murray Sharan E Silva           | 7                | 6                |  |  |            |                         |                         | Belinda Bencic Céline Naef | Belinda Bencic Céline Naef | 3 | 4 |        |                                      |                                      |        |        |  |
|  |                  | Y Cavallé Reimers N Párrizas Díaz | Y Cavallé Reimers N Párrizas Díaz | 5                | 2                |  |  |            | S Murray Sharan E Silva | S Murray Sharan E Silva | 3                          | 3                          |   |   |        |                                      |                                      |        |        |  |
|  |                  | B Bencic C Naef                   | B Bencic C Naef                   | 6                | 6                |  |  |            | B Bencic C Naef         | B Bencic C Naef         | 6                          | 6                          |   |   |        |                                      |                                      |        |        |  |
|  | 2                | E Appleton M Lumsden              | E Appleton M Lumsden              | 2                | 2                |  |  |            |                         |                         |                            |                            |   |   |        |                                      |                                      |        |        |  |